# Edward Shearmur
Edward Shearmur nebo Ed Shearmur (* 28. února 1966 Londýn) je britský hudební skladatel filmové hudby.

## Život
Narodil se roku 1966 v Londýně a už jako mladý zpíval ve sboru, později studoval na hudební konzervatoři (Royal College of Music). Svou filmovou kariéru začal jako asistent Micheala Kamena. Spolupracoval s ním například na hudbě k filmům Smrtonosná past, Smrtonosná zbraň nebo k bondovce Povolení zabíjet (1989).
Svůj první samostatný soundtrack pro celovečerní film napsal pro drama Betonová zahrada (The Cement Garden, 1993). Od začátku 90. let se uplatnil v dalších více než čtyřiceti filmech.
Kromě práce na filmu spolupracoval jako klávesista a aranžér s řadou špičkových interpretů např. Eric Clapton, Annie Lenox, Bryan Adams, Pink Floyd, Jimmy Page, Robert Plant.

## Filmografie
- Sylvia Hates Sam, 1993
- The Cement Garden (Betonová zahrada), 1993
- Demon Knight (Povídky ze záhrobí: Rytíř Démon), 1995
- The Leading Man (Muž v hlavní roli), 1996
- Remember Me? (Vzpomínáš si na mě?), 1997
- The Wings of the Dove (Křídla vášně), 1997
- Girls' Night, 1998
- Species II (Mutant 2), 1998
- Martha, Meet Frank, Daniel and Laurence (Martha, Frank, Daniel a Laurence), 1998
- The Governess (Guvernantka), 1998
- Cruel Intentions (Velmi nebezpečné známosti), 1999
- Jakob the Liar (Jakub lhář), 1999
- Blue Streak (Modrý blesk), 1999
- Things You Can Tell Just by Looking at Her (Co vlastně ženy chtějí?), 2000
- Whatever It Takes (Ať to stojí, co to stojí), 2000
- Charlie's Angels (Charlieho andílci), 2000
- Cruel Intentions 2 (Velmi nebezpečné známosti 2), 2000
- Miss Congeniality (Slečna Drsňák), 2000
- The Brightness You Keep, 2000
- K-Pax (Svět podle Prota), 2001
- The Count of Monte Cristo (Hrabě Monte Cristo), 2002
- The Sweetest Thing (Prostě sexy), 2002
- Reign of Fire (Království ohně), 2002
- Johnny English (Johnny English), 2003
- Charlie's Angels: Full Throttle (Charlieho andílci: Na plný pecky), 2003
- Win a Date with Tad Hamilton! (Rande s celebritou), 2004
- Laws of Attraction (Zákon přitažlivosti), 2004
- Wimbledon (Wimbledon), 2004
- Sky Captain and the World of Tomorrow (Svět zítřka), 2004
- Nine Lives, 2005
- Bad News Bears (Špatné zprávy pro Medvědy), 2005)
- The Skeleton Key (Klíč), 2005
- Miss Congeniality 2: Armed and Fabulous (Slečna Drsňák 2: Ještě drsnější), 2005
- Derailed (Hra s nevěrou), 2005
- Masters of Horror (Mistři hororu), 2005–2006
- Dedication (Dedication), 2006
- Fast Track (Prodám šéfa zn. spěchá), 2006
- Epic Movie (Velkej biják), 2007
- 88 Minutes (88 minut), 2007
- Inkheart (Inkoustové srdce), 2007
- College Road Trip, 2008
- The Other Boleyn Girl (Králova přízeň), 2008
- Passengers (Cestující), 2008
- Bride Wars (Válka nevěst), 2009
- Mother and Child, 2009
- Chlupatá odplata, 2010
- Velký skok, 2011
- Have a Little Faith (TV film), 2011
- Deník malého poseroutky 2, 2011
- Bez dechu, 2011
- Jak vyloupit spermabanku, 2012
- Deník malého poseroutky 3, 2012
- The Polar Bears, 2013
- Je prostě báječná, 2014
- Dřív než půjdu spát, 2014
- Curve, 2015
- Elvis & Nixon, 2016
- Reg (TV film), 2016
- Diary of a Wimpy Kid: The Long Haul, 2017